# X-SAMPA
X-SAMPA, acronimo di eXtended Speech Assessment Methods Phonetic Alphabet, è una variante del SAMPA sviluppata nel 1995 da John C. Wells, insegnante di fonetica all'Università di Londra.
Si tratta di un repertorio di caratteri fonetici utilizzabile su qualsiasi computer che abbia i caratteri ASCII a 7 bit, concepito per unificare i diversi alfabeti SAMPA ed estenderlo all'intero alfabeto fonetico internazionale (IPA).

## Caratteristiche
- I simboli dell'IPA che corrispondano a delle minuscole dell'alfabeto latino sono rese tali e quali in X-SAMPA.
- X-SAMPA usa uno slash ( \ ) per creare nuovi simboli.
- I diacritici X-SAMPA seguono il simbolo che servono a modificare (con l'eccezione di ~, = e `, si uniscono a simbolo stesso con il carattere _).
- I numeri da _1 a _6 sono usati per le lingue a toni.

### Minuscole
| X-SAMPA  | IPA | Suono                                       |
| -------- | --- | ------------------------------------------- |
| a        | a   | Vocale centrale                             |
| b        | b   | Occlusiva bilabiale sonora                  |
| b_<      | ɓ   | Implosiva bilabiale sonora                  |
| c        | c   | Occlusiva palatale sorda                    |
| d        | d   | Occlusiva alveolare sonora                  |
| d`       | ɖ   | Occlusiva retroflessa sonora                |
| d_<      | ɗ   | Implosiva alveolare sonora                  |
| e        | e   | Vocale anteriore semichiusa non arrotondata |
| f        | f   | Fricativa labiodentale sorda                |
| g        | g   | Occlusiva velare sonora                     |
| g_<      | ɠ   | Implosiva velare sonora                     |
| h        | h   | Fricativa glottidale sorda                  |
| h\       | ɦ   | Fricativa glottidale sonora                 |
| i        | i   | Vocale anteriore chiusa non arrotondata     |
| j        | j   | Approssimante palatale                      |
| j\       | ʝ   | Fricativa palatale sonora                   |
| k        | k   | Occlusiva velare sorda                      |
| l        | l   | Laterale alveolare                          |
| l`       | ɭ   | Laterale retroflessa                        |
| l\       | ɺ   | Monovibrante alveolare laterale             |
| m        | m   | Nasale bilabiale                            |
| n        | n   | Nasale alveolare                            |
| n`       | ɳ   | Nasale retroflessa                          |
| o        | o   | Vocale posteriore semichiusa arrotondata    |
| p        | p   | Occlusiva bilabiale sorda                   |
| p\       | ɸ   | Fricativa bilabiale sorda                   |
| q        | q   | Occlusiva uvulare sorda                     |
| r        | r   | Vibrante alveolare                          |
| r`       | ɽ   | Monovibrante retroflessa                    |
| r\       | ɹ   | Approssimante alveolare                     |
| r\`      | ɻ   | Approssimante retroflessa                   |
| s        | s   | Fricativa alveolare sorda                   |
| s`       | ʂ   | Fricativa retroflessa sonora                |
| s\       | ɕ   | Fricativa alveolopalatale sorda             |
| t        | t   | Occlusiva alveolare sorda                   |
| t`       | ʈ   | Occlusiva retroflessa sorda                 |
| u        | u   | Vocale posteriore chiusa arrotondata        |
| v        | v   | Fricativa labiodentale sonora               |
| v\ (o P) | ʋ   | Approssimante labiodentale                  |
| w        | w   | Approssimante labiovelare sonora            |
| x        | x   | Fricativa velare sorda                      |
| x\       | ɧ   | Fricativa dorsopalatale velare sorda        |
| y        | y   | Vocale anteriore chiusa arrotondata         |
| z        | z   | Fricativa alveolare sonora                  |
| z`       | ʐ   | Fricativa retroflessa sonora                |
| z\       | ʑ   | Fricativa alveolopalatale sonora            |

### Maiuscole
| X-SAMPA  | IPA | Suono                                               |
| -------- | --- | --------------------------------------------------- |
| A        | ɑ   | Vocale posteriore aperta non arrotondata            |
| B        | β   | Fricativa bilabiale sonora                          |
| B\       | ʙ   | Vibrante bilabiale                                  |
| C        | ç   | Fricativa palatale sorda                            |
| D        | ð   | Fricativa dentale sonora                            |
| E        | ɛ   | Vocale anteriore semiaperta non arrotondata         |
| F        | ɱ   | Nasale labiodentale                                 |
| G        | ɣ   | Fricativa velare sonora                             |
| G\       | ɢ   | Occlusiva uvulare sonora                            |
| G\_<     | ʛ   | Implosiva uvulare sonora                            |
| H        | ɥ   | Approssimante labiopalatale                         |
| H\       | ʜ   | Fricativa epiglottale sorda                         |
| I        | ɪ   | Vocale quasi anteriore quasi chiusa non arrotondata |
| I\       | Ɨ   | (non presente nell'IPA)                             |
| J        | ɲ   | Nasale palatale                                     |
| J\       | ɟ   | Occlusiva palatale sonora                           |
| J\_<     | ʄ   | Implosiva palatale sonora                           |
| K        | ɬ   | Laterale fricativa alveolare sorda                  |
| K\       | ɮ   | Laterale fricativa alveolare sonora                 |
| L        | ʎ   | Laterale palatale                                   |
| L\       | ʟ   | Laterale velare approssimante                       |
| M        | ɯ   | Vocale posteriore chiusa non arrotondata            |
| M\       | ɰ   | Approssimante velare                                |
| N        | ŋ   | Nasale velare                                       |
| N\       | ɴ   | Nasale uvulare                                      |
| O        | ɔ   | Vocale posteriore semiaperta arrotondata            |
| O\       | ʘ   | Click bilabiale                                     |
| P (o v\) | ʋ   | Approssimante labiodentale                          |
| Q        | ɒ   | Vocale posteriore aperta arrotondata                |
| R        | ʁ   | Fricativa uvulare sonora                            |
| R\       | ʀ   | Vibrante uvulare                                    |
| S        | ʃ   | Fricativa postalveolare sorda                       |
| T        | θ   | Fricativa dentale sorda                             |
| U        | ʊ   | Vocale quasi posteriore quasi chiusa arrotondata    |
| U\       | ʊ̵   | (non presente nell'IPA)                             |
| V        | ʌ   | Vocale posteriore semiaperta non arrotondata        |
| W        | ʍ   | Approssimante labiovelare sorda                     |
| X        | χ   | Fricativa uvulare sorda                             |
| X\       | ħ   | Fricativa faringale sorda                           |
| Y        | ʏ   | Vocale quasi anteriore quasi chiusa arrotondata     |
| Z        | ʒ   | Fricativa postalveolare sonora                      |

```
Altri caratteri
```

| X-SAMPA  | IPA | Suono                                         |
| -------- | --- | --------------------------------------------- |
| .        | .   | Fine di sillaba                               |
| "        | ˈ   | Accento                                       |
| %        | ˌ   | Accento secondario                            |
| ' (o _j) | ʲ   | Palatalizzazione                              |
| :        | ː   | Lunga                                         |
| :\       | ˑ   | Semi-lunga                                    |
| -        |     | Separatore                                    |
| @        | ə   | Scevà                                         |
| @\       | ɘ   | Vocale centrale semichiusa non arrotondata    |
| {        | æ   | Vocale anteriore quasi aperta non arrotondata |
| }        | ʉ   | Vocale centrale chiusa arrotondata            |
| 1        | ɨ   | Vocale centrale chiusa non arrotondata        |
| 2        | ø   | Vocale anteriore semichiusa arrotondata       |
| 3        | ɜ   | Vocale centrale semiaperta non arrotondata    |
| 3\       | ɞ   | Vocale centrale semiaperta arrotondata        |
| 4        | ɾ   | Monovibrante alveolare                        |
| 5        | ɫ   |                                               |
| 6        | ɐ   | Vocale centrale quasi aperta                  |
| 7        | ɤ   | Vocale posteriore semichiusa non arrotondata  |
| 8        | ɵ   | Vocale centrale semichiusa arrotondata        |
| 9        | œ   | Vocale anteriore semiaperta arrotondata       |
| &        | ɶ   | Vocale anteriore aperta arrotondata           |
| ?        | ʔ   | Occlusiva glottidale sorda                    |
| ?\       | ʕ   | Fricativa faringale sonora                    |
| *        |     | Carattere indefinito                          |
| <\       | ʢ   | Fricativa epiglottidale sonora                |
| >\       | ʡ   | Plosiva epiglottidale                         |
| ^        | ↑   | Tono innalzato                                |
| !        | ↓   | Tono abbassato                                |
| !\       | ǃ   | Click postalveolare                           |
| \        | ǀ   | Click dentale                                 |
| \\|\     | ǁ   | Click alveolare laterale                      |
| =\       | ǂ   | Click palatoalveolare                         |
| -\       | ̮    | Legamento                                     |

Diacritici
| X-SAMPA  | IPA | Suono                         |
| -------- | --- | ----------------------------- |
| _"       | ̈    | Centralizzato                 |
| _+       | ̟    | Avanzato                      |
| _-       | ̠    | Arretrato                     |
| _/       | ˇ   | Tono ascendente               |
| _0       | ̥    | Consonante sorda              |
| _<       |     | Consonante iniettiva          |
| = (o _=) | ̩    | Sillabico                     |
| _>       | ʼ   | Consonante eiettiva           |
| _?\      | ˤ   | Faringalizzazione             |
| _\       | ˆ   | Tono discendente              |
| _^       | ̯    | Non sillabico                 |
| _}       | ̚    | Rilascio non udibile          |
| `        | ˞   | Rotacizzazione                |
| ~ (o _~) | ̃    | Nasalizzazione                |
| _A       | ̘    | Radice della lingua avanzata  |
| _a       | ̺    | Apicale                       |
| _B       | ̏    | Tono bassissimo               |
| _B_L     |     |                               |
| _c       | ̜    | Meno labializzato             |
| _d       | ̪    | Dentale                       |
| _e       | ̴    | Velarizzato o faringalizzato  |
| <F>      |     |                               |
| _F       | ̂    | Tono discendente              |
| _G       | ˠ   | Velarizzazione                |
| _H       | ́    | Tono alto                     |
| _H_T     |     |                               |
| _h       | ʰ   | Aspirazione                   |
| _j (o ') | ʲ   | Palatalizzazione              |
| _k       | ̰    | Laringalizzazione             |
| _L       | ̀    | Tono basso                    |
| _l       | ˡ   | Rilascio laterale             |
| _M       | ̄    | Tono medio                    |
| _m       | ̻    | Laminale                      |
| _N       | ̼    | Linguolabiale                 |
| _n       | ⁿ   | Rilascio nasale               |
| _O       | ̹    | Più labializzato              |
| _o       | ̞    | Abbassato                     |
| _q       | ̙    | Radice della lingua arretrata |
| <R>      |     |                               |
| _R       | ̌    | Tono ascendente               |
| _R_F     |     |                               |
| _r       | ̝    | Innalzato                     |
| _T       | ̋    | Tono altissimo                |
| _t       | ̤    | Sonoro mormorato              |
| _v       | ̬    | Sonoro                        |
| _w       | ʷ   | Labializzazione               |
| _X       | ̆    | Brevissima                    |
| _x       | ̽    | Semi-centralizzato            |

```
Altri 
progetti
```

- Wikimedia Commons contiene immagini o altri file su X-SAMPA